# Lemont (Pennsilvània)
Lemont és una concentració de població designada pel cens dels Estats Units a l'estat de Pennsilvània. Segons el cens del 2000 tenia 2.116 habitants.

## Demografia
Segons el cens del 2000, Lemont tenia 2.116 habitants, 857 habitatges, i 573 famílies. La densitat de població era de 658,9 habitants/km².
Dels 857 habitatges en un 31% hi vivien nens de menys de 18 anys, en un 57,8% hi vivien parelles casades, en un 6,8% dones solteres, i en un 33,1% no eren unitats familiars. En el 25% dels habitatges hi vivien persones soles el 6,1% de les quals corresponia a persones de 65 anys o més que vivien soles. El nombre mitjà de persones vivint en cada habitatge era de 2,47 i el nombre mitjà de persones que vivien en cada família era de 2,99.
Per edats la població es repartia de la següent manera: un 24,4% tenia menys de 18 anys, un 6% entre 18 i 24, un 34,3% entre 25 i 44, un 25,7% de 45 a 60 i un 9,6% 65 anys o més.
L'edat mediana era de 37 anys. Per cada 100 dones de 18 o més anys hi havia 95,5 homes.
La renda mediana per habitatge era de 55.875 $ i la renda mediana per família de 67.000 $. Els homes tenien una renda mediana de 42.134 $ mentre que les dones 31.447 $. La renda per capita de la població era de 25.253 $. Entorn del 5,5% de les famílies i el 7,7% de la població estaven per davall del llindar de pobresa.

## Poblacions més properes
El següent diagrama mostra les poblacions més properes.